# 20th Century Animation
Pour les articles homonymes, voir Twentieth 20th Century Fox (homonymie) et 20th Century Fox.
 (mai 2020).
20th Century Fox Animation, Inc. (anciennement Fox Family Films, Fox Animation Studios puis 20th Century Fox Animation) est une société de production de cinéma américaine détenue depuis mars 2019 par la Walt Disney Company à la suite de l'achat de plusieurs actifs de la 21st Century Fox. C'était une filiale du Fox Entertainment Group qui est détenu majoritairement par 21st Century Fox, le groupe australien de Rupert Murdoch.

## Historique
Twentieth Century Fox Animation a été créée au milieu des années 1990 pour produire, comme son nom l'indique, des films d'animation. Voir également Fox Animation Studios.
Les trois premières productions de la société ont été des dessins animés réalisés par Don Bluth et Gary Goldman : Anastasia (1997), Bartok le magnifique (1999) et Titan A.E. (2000).
Le 17 janvier 2020, Disney retire le nom Fox de deux filiales Twentieth Century Fox Animation est rebaptisé 20th Century Animation et Fox Searchlight Pictures devient Searchlight Pictures.

## Filmographie
| Titre du film                                  | Date de sortie original | Réalisateur(s)                     | Studios |
| ---------------------------------------------- | ----------------------- | ---------------------------------- | ------- |
| Anastasia                                      | 7 novembre 1997         | Don Bluth et Gary Goldman          |         |
| Bartok le magnifique (Sortie directe en vidéo) | 9 novembre 1999         | Don Bluth et Gary Goldman          |         |
| Titan A.E.                                     | 9 juin 2000             | Don Bluth et Gary Goldman          |         |
| Monkeybone                                     | 16 février 2001         | Henry Selick                       |         |
| Kung Pow                                       | 18 janvier 2002         | Steve Oedekerk                     |         |
| Les Simpson, le film                           | 20 juillet 2007         | David Silverman                    |         |
| Fantastic Mr. Fox                              | 6 novembre 2009         | Wes Anderson                       |         |
| La Légende de Manolo                           | 22 octobre 2014         | Jorge R. Gutierrez                 |         |
| L'Appel de la forêt                            | 21 février 2020         | Chris Sanders                      |         |
| Ron débloque                                   | 20 octobre 2021         | Sarah Smith et Jean-Philippe Vine  |         |
| Bob's Burgers, le film                         | 27 mai 2022             | Loren Bouchard et Bernard Derriman |         |

## Blue Sky Studios
À la suite de l'échec de Titan A.E., la société abandonne l'animation traditionnelle pour se consacrer uniquement à l'animation par ordinateur. Elle ferme ses studios de Phoenix et double les effectifs de sa filiale d'infographie Blue Sky Studios pour accélérer la production de L'Âge de glace de Carlos Saldanha et Chris Wedge. Le film sort en 2002 et fait renouer Twentieth Century Fox Animation avec le succès. Par la suite, la société s'occupa de plusieurs autres films d'animations, parmi lesquels Robots, L'Âge de glace 2, Horton, L'Âge de glace 3 : Le Temps des dinosaures, Rio, L'Âge de glace 4 : La Dérive des continents, Epic : La Bataille du royaume secret, Rio 2, Snoopy et les Peanuts, le film, L'Âge de glace : Les Lois de l'Univers, Ferdinand et Les Incognitos. Les studios sont acquis par la Walt Disney Company en 2019 qui annoncera finalement sa fermeture pour raison de crise sanitaire en avril 2021.

## Futurs projets
Twentieth Century Fox Animation a également annoncé la sortie prochaine d'un film d'animation King Kong produite par 21 Laps, société de Shawn Levy.